# Московский пожар (1547)
Моско́вский пожа́р 1547 го́да — цикл пожаров, продолжавшихся в Москве с середины апреля по конец июня 1547 года. Согласно летописям, пожары возникли из-за длительной засухи. Всего погибло более 4000 человек и сгорела треть московских построек. В отсутствие царя Ивана IV в столице вспыхнуло восстание, участники которого требовали расправы над семейством Глинских. Восстание утихло, его зачинщики были арестованы и казнены.

## История

### Причины
В XVI веке в Москве преобладала деревянная застройка. Число жителей росло, увеличивалась плотность их расселения. Эти факторы способствовали распространению частых московских пожаров.
Дворы более и более стеснялись в Кремле, в Китае; новые улицы примыкали к старым в посадах; домы строились лучше для глаз, но не безопаснее прежнего: тленные громады зданий, где-где разделенные садами, ждали только искры огня, чтобы сделаться пеплом.Историк Николай Карамзин, «История государства Российского»
Летописные источники фиксируют, что лето 1547 года было жарким и засушливым: «..тая же весны пришла засуха великая и вода в одну неделю спала, а суда на Москва-реке обсушило». Это стало причиной нескольких крупных пожаров в столице Московского государства.

### Апрельские пожары
По данным историка Николая Карамзина, 12 апреля в Москве возникло первое крупное возгорание. Утром загорелась лавка, торговавшая дёгтем и красками в Москотинном (Москательном) ряду, между улицами Ильинкой и Варваркой. Возгорания также произошли в Зарядье и Китай-городе, где сгорело более двух тысяч торговых лавок, гостиных дворов и жилых домов. От огня пострадал Богоявленский монастырь в Ветошном переулке, а также другие церкви и здания, располагавшихся от Ильинских ворот до Кремля и Москвы-реки. Сгорела приречная часть посада к югу от Ильинки, затем пламя перекинулось на Соляной двор и дошло до Никольского монастыря. Ночью огонь уничтожил десять дворов в Чертолье.
В результате пожара взорвалась одна из крепостных башен Китай-города, в которой был устроен пороховой склад. Летописи сообщают, что разрушенная стрельница и часть китайгородской стены оказалась в Москве-реке — «размета кирпичие по брегу рекы».  При взрыве погибло много людей.
20 апреля (по другим данным — 15-го) произошло новое возгорание, в результате которого полностью выгорела Яузская улица, бывшая вотчиной гончаров и кожевенников. Во время нового пожара пострадала церковь Спаса в Чигасах, находившиеся в ней фрески Дионисия были утеряны. По одним данным, в этот день огонь уничтожил 2200 дворов, по другим — сгорело порядка 8000 домов и тысячи москвичей остались без крова. Во время «пожаров великих» в народе распространилось мнение о наказании свыше. Летописи того времени писали, что «зло сие за умножение грехов наших». 3 июня с Благовестной колокольни упал колокол «Благовестник», что также было принято в народе в качестве плохого предзнаменования.

### «Великий пожар»
21 (по некоторым источникам — 24) июня 1547 года в столице произошёл «великий пожар», начавшийся в церкви Крестовоздвиженского монастыря от горящей свечи. В летописи описывается, как «загореся храм Воздвижение честнаго Креста за Неглинною на Арбацкой улице», что, по преданию, было предсказано Василием Блаженным. Пожар возник во время бури с ветром, способствовавшим его распространению: «бысть буря велика и потече огонь, якоже мьолния». От церкви загорелась Арбатская улица, горели Китай-город и Большой посад. Как сообщает Никоновская летопись, «Множество народа сгореша. 1700 мужского полу и женска и младенец». Ряд источников указывает, что количество жертв могло достигать 4000 человек.
Вся Москва представила зрелище огромного пылающего костра под тучами густого дыма. Деревянные здания исчезли, каменные распались, железо рдело как в горнице, медь текла. Рёв бури, треск огня, и вопль людей от времени до времени был, заглушаем взрывами пороха, хранившегося в Кремле и других частях города. Спасали единственно жизнь: богатство праведное и неправедное гибло. Царские палаты, казна, сокровища, иконы, древние хартии, клинки, даже мощи святых истлели. Митрополит молился в храме Успения, уже задыхаясь от дыма: силою вывели его оттуда, и хотели спустить на верёвке с тайника к Москве-реке: он упал, расшибся и едва живой был отвезен в Новоспасский монастырь. <…> К вечеру буря затихла, и в три часа ночи, угасло пламя; но развалины курились несколько дней, от Арбата и Неглинной до Яузы и до конца Великой улицы, Варварской, Покровской, Мясницкой, Дмитровской, Тверской. <…> Люди с опаленными волосами, черными лицами, бродили как тени среди ужасов обширного пепелища: искали детей, родителей, остатков имений; не находили и выли как дикие звери.Историк Николай Карамзин, «История государства Российского»
Из-за сильного ветра огонь перекинулся на Кремль, после чего загорелись великокняжеские конюшни и хоромы. На царском дворе пожар охватил деревянные палаты и избы Ивана IV. Пострадали также и каменные постройки, например, «Оружничья» палата с воинским оружием и Казённый двор, где хранилась царская казна и корсуньские иконы. Взорвалась также ещё одна из пороховых башен Кремля.
Выгорело также много казны государя великого, ценного жемчугу и всяких других каменьев драгоценных; и бархаты. И камки, и сукно, и тафта и прочего добра неисчислимого, как и подобает быть в царском доме.
После Кремля огонь перекинулся на другие части города: горели дворы в Китай-городе, на Волхонке, Арбате и Воздвиженской улице. Затем пожаром занялись Никитская, Леонтьевская и Тверская улицы. Вскоре в огне оказалась восточная часть города: Кулишки, Воронцовский сад, Старые Сады у церкви Владимира. «До всполья» сгорело Занеглименье. Был также уничтожен Пушечный двор на реке Неглинной, который впоследствии восстановили.
Бяша бо дотоле видети град Москву велик и чюден и много людей в нём и всякого узорочья исполнен и в том часе изменися, егда бяше погоре. Не видети иного ничего же, но токмо дым и земля и трупия мертвых многолежаще. Много церквей святых погоре, а каменыя стояще выгореша внутри и огореша в ней несть видети в них пения и звонения.
Огонь уничтожил многие столичные храмы со святынями. На великокняжеском дворе сгорела церковь Благовещения, в которой находился убранный золотом деисус работы Андрея Рублева. Были также утрачены княжеские иконы греческого письма с драгоценными камнями. В числе разрушенных построек оказались дом митрополита и Чудов монастырь, в котором погибли 18 старцев и восемь слуг (или даже 56 человек, как указывалось в иных источниках). Сгорела также церковь Вознесения: «образы и сосуды церковные и животы люцкие многие, токмо един образ Пречистые протопоп вынес». Из горящего храма удалось вынести мощи чудотворца Алексея. При пожаре выгорели постройки Рождественского монастыря, впоследствии восстановленные по обету жены Ивана Грозного Анастасии Романовны. Во время молебна в Успенском соборе пострадал митрополит Макарий — «опалеста ему очи от огня». Святителя спасли из горящего собора и увезли в Новинский монастырь. Он спас икону Богоматери. К вечеру 21 июня буря закончилась, ночью стал утихать пожар.

## Последствия
Во время июньского пожара царь Иван IV находился в селе Воробьёве с женой и братом Юрием. Узнав о трагедии, он приехал в Москву и совершил молебен в Успенском соборе, однако вскоре опять уехал в село. В отсутствие государя в столице начались волнения, оставшиеся без крова люди искали виноватых в поджогах и колдовстве. Народная молва обвинила в случившемся непопулярных Глинских — родственников матери великих князей. Бабку царя, Анну Глинскую, обвиняли в том, что она наколдовала пожар: «вымала сердца человеческия да клала в воду да тою водою ездячи по Москве да кропила и оттого Москва выгорела». Говорили, что княгиня Анна по ночам превращалась в сороку, «летала да зажигала». 26 июня в Кремле убили дядю царя, боярина Юрия Глинского, были разгромлены дворы других членов этого семейства. Вскоре толпа двинулась в Воробьёво, требуя выдать им оставшихся Глинских. Летописи описывают, что «бысть смятение людем московским: поидоша многые люди черные к Воробьёву и с щиты и сулицы, яко к боеви обычаи имаху, по кличю палача».
В последующей переписке царя Ивана с князем Курбским сообщалось, что целью толпы было расправиться с прочими Глинскими. В гневе люди были готовы даже убить царя, якобы скрывавшего родственников. Не ожидавший наступления вооружённых москвичей, Иван Васильевич пошёл на переговоры и обещал отставку воеводы Михаила Глинского. Толпа разошлась, но волнения продолжались ещё около недели. Впоследствии заговорщиков было приказано арестовать и казнить. По сохранившимся источникам можно предположить, что молодой царь воспринял пожар и восстание как наказание за неправедные дела.
После пожара царь предписал москвичам иметь на крышах домов и во дворах ёмкости с водой.